# Homalotylus pallentipes
Homalotylus pallentipes är en stekelart som först beskrevs av Timberlake 1919.  Homalotylus pallentipes ingår i släktet Homalotylus och familjen sköldlussteklar. Inga underarter finns listade i Catalogue of Life.